# أولاد بوساكن (أولاد بوساكن)
أولاد بوساكن هي إحدى مشيخات المملكة المغربية، تتبع جغرافيا لإقليم سيدي بنور وإداريًا لأولاد بوساكن. يقدر عدد سكانها بـ 7641 نسمة حسب الإحصاء الرسمي للسكان والسكنى لسنة 2004.